# كيفين ميتنيك
كيفين ديفيد ميتنيك (6 أغسطس 1963 - 16 يوليو 2023) (بالإنجليزية: Kevin Mitnick)‏ عالم ومستشار أمن الحاسوب يهودي أمريكي، من أكبر المخترقين في العالم ولد في 6 سبتمبر عام 1963. اعتُقل لأول مرة من طرف مكتب التحقيقات الفدرالي الأمريكي في 15 فبراير 1995، وأُدين بالتلاعب الإلكتروني واختراق أنظمة الحاسوب لدى كل من شركات فوجيتسو وموتورولا ونوكيا وصن ميكروسيستمز. قضى ميتنيك 5 سنوات في السجن (أربعة منها قبل المحاكمة) و8 أشهر منها في الحبس الانفرادي، وخلال فترة مراقبته بعد إطلاق سراحه التي انتهت في 21 يناير 2003، منع من استخدام أي شكل من تكنولوجيا الاتصالات، باستثناء الهاتف الأرضي، مع بعض الاستثنائات. رأى المحققون الفيدراليون الأمريكيون أن كيفن الملقب بـ«الكوندور»، خطر لدرجة أنه قادر باتصال هاتفي واحد على وضع البلاد في حالة استنفار قصوى بفضل قدرته على اقتحام أخطر المواقع، عبر شبكات الحاسوب والهاتف!

## كُتب ميتنيك
- فن الخداع: التحكم في العنصر البشري للأمن[9]
- فن الاختفاء[10]

## وصلات خارجية
- الموقع الرسمي
- نبذة عن كيفين ميتنيك  على فريبيس
- كيفين ميتنيك على موقع IMDb (الإنجليزية)
- كيفين ميتنيك على موقع الموسوعة البريطانية (الإنجليزية)
- كيفين ميتنيك على موقع ميوزك برينز (الإنجليزية)
- كيفين ميتنيك على موقع إن إن دي بي (الإنجليزية)
- كيفين ميتنيك على موقع قاعدة بيانات الفيلم (الإنجليزية)